# Suo jure
Suo jure is een Latijnse uitdrukking die betekent 'uit eigen recht'. Meestal wordt ze gebruikt als men wil aanduiden dat een vrouw in eigen naam een titel bezit, en niet 'als echtgenote van' (cf. Engels: queen regnant vs. queen consort). Een man die door huwelijk met zo'n vrouw een titel heeft bekomen, bezit die jure uxoris.

## Voorbeelden
- Isabella I van Castilië
- Maria I van Engeland
- Maria Theresia van Oostenrijk
- Elisabeth van Rusland